# Métataxe
 (février 2023).
Si vous disposez d'ouvrages ou d'articles de référence ou si vous connaissez des sites web de qualité traitant du thème abordé ici, merci de compléter l'article en donnant les références utiles à sa vérifiabilité et en les liant à la section « Notes et références ».
En rhétorique, la métataxe est une figure affectant la forme syntaxique d'une phrase.
Dans la terminologie du Groupe µ les métataxes figurent à côté des métaplasmes (figures morphologiques), des métasémèmes (figures de sens ou tropes) et des métalogismes (figures logiques).